# Groß Mackenstedt
Groß Mackenstedt ist ein Ortsteil der Gemeinde Stuhr im niedersächsischen Landkreis Diepholz. Im Ortsteil leben etwa 3100 Einwohner.

## Geographie
Groß Mackenstedt befindet sich etwa 17 Kilometer südwestlich von Bremen und ist der westlichste Ortsteil der Gemeinde Stuhr.
Groß Mackenstedt wird von Wiesen umgeben. Der kleine Bach Klosterbach fließt am Dorf vorbei.
Der Ortsteil Stelle ist geprägt durch ein Naherholungsgebiet mit Campingplätzen am Steller See und den Landschaftsschutzgebieten Steller Heide und Dünsener Bach. Ein Teil des Landschaftsschutzgebietes wurde zur Freilauffläche für Hunde umgewidmet und wird intensiv genutzt.

## Geschichte
Der Name Groß Mackenstedt könnte auf den 1171 im Zusammenhang mit Huchting erwähnten Lokator Friedrich von Mackenstedt zurückgehen. 
Groß Mackenstedt ist ein Dorf mit wenigen landwirtschaftlichen Bauernhöfen, einem alten Ortskern und weitläufigen Wohngebieten. Teils existieren noch Höfe, die eine 300-jährige Tradition haben.
Durch die Gemeindereform vom 1. März 1974 wurde Groß Mackenstedt Ortsteil der Gemeinde Stuhr.

## Baudenkmale

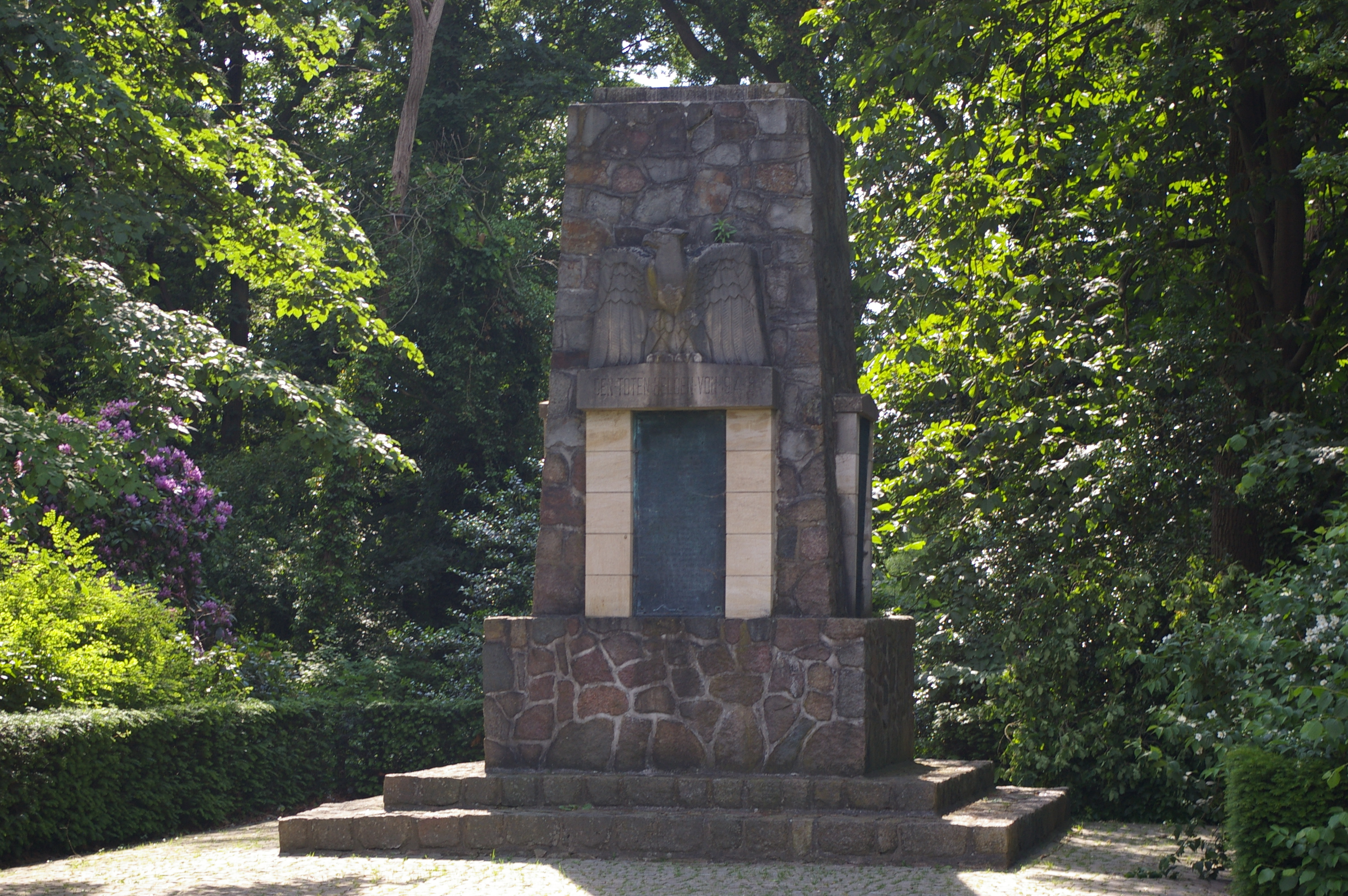
Kriegerdenkmal (2016)

In der Liste der Baudenkmale in Stuhr ist für Groß Mackenstedt ein Baudenkmal aufgeführt:
- das Kriegerdenkmal

## Infrastruktur, Wirtschaft und Verkehr

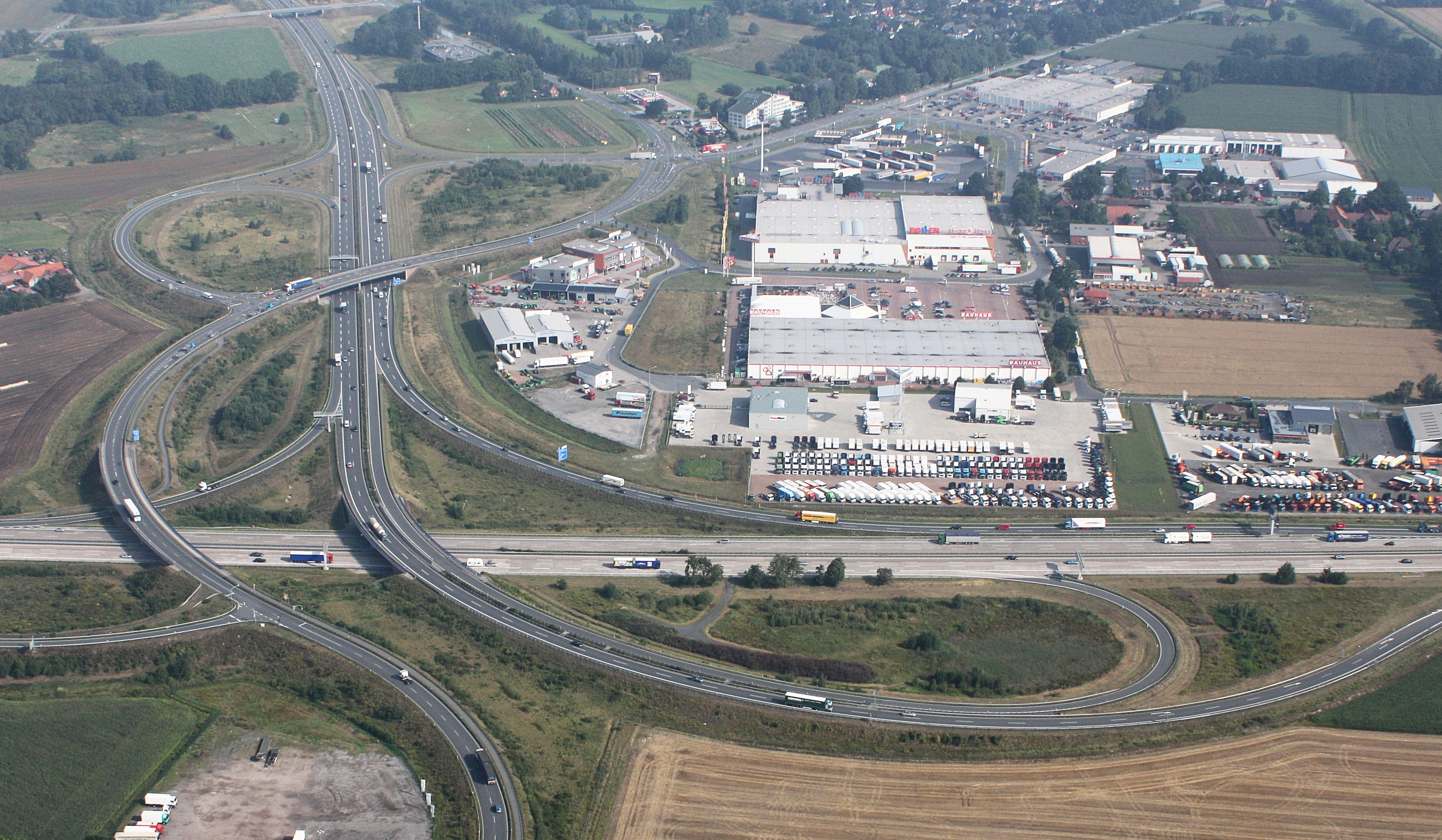
Autobahndreieck Stuhr in Groß Mackenstedt; von links nach rechts die Bundesautobahn 1, von oben die Bundesautobahn 28, von unten die Bundesstraße 322

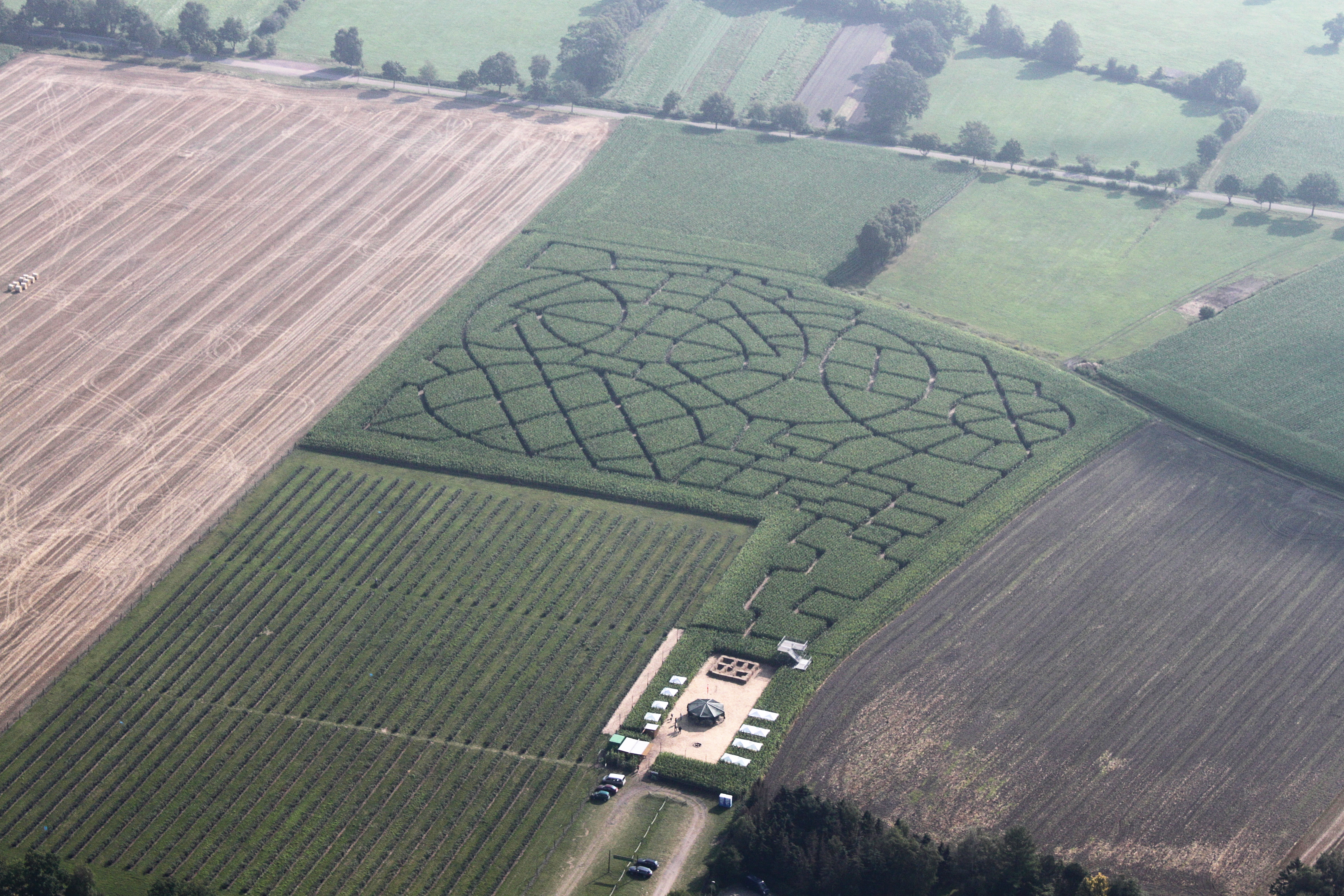
Maislabyrinth in Groß Mackenstedt (August 2012)

### Allgemein
Es gibt im Ort etliche einzeln stehende Wohnhäuser und Bungalows in weitläufigen Wohngebieten. In der Mitte des Dorfes befindet sich ein Kriegerdenkmal zur Erinnerung an die Gefallenen und Vermissten der beiden Weltkriege.

### Wirtschaft
Der Autobahnanschluss der A 1 am Autobahndreieck Stuhr sowie die zentralen Verkehrsanbindungen führten dazu, dass seit den 1980er Jahren einige neue Gewerbegebiete ausgewiesen wurden und verschiedene Neubausiedlungen entstanden sind. Die Filiale einer Supermarktkette, ein Multimediafachmarkt, mehrere große Möbelhäuser sowie vier Niederlassungen von Fastfood-Ketten haben sich angesiedelt, so dass ein Kontrast zwischen moderner Vorstadt und ländlich geprägten Gebieten besteht.
In Groß Mackenstedt befindet sich der Sitz der Alten Mackenstedter Kornbrennerei, die seit 1750 ihren eigenen Korn brennt und überregional agiert.

### Verkehr
Die stark befahrene Bundesstraße 322 führt durch den Ortskern, in dem sich einige kleinere Geschäfte angesiedelt haben.
Die Bahnstrecke Delmenhorst-Harpstedt, betrieben von der Delmenhorst-Harpstedter Eisenbahn GmbH (DHE), führt durch Groß Mackenstedt und den Ortsteil Stelle. Die Strecke wird für den Güterverkehr und regelmäßige Sonderfahrten mit historischen Fahrzeugen (Jan Harpstedt) genutzt. Die Bahnhöfe Groß Mackenstedt und Stelle sind hierbei Halte. Die ehemaligen Bahnhofsanlagen in Groß Mackenstedt werden durch lokale Betriebe und als Wohnraum genutzt. Die Freiwillige Feuerwehr Groß Mackenstedt konzentriert sich schwerpunktmäßig auch auf Einsätze auf der Bundesautobahn 1.